# Roche Caiman

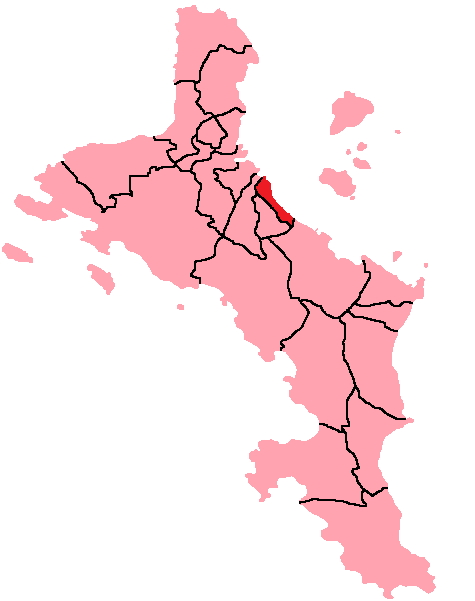
Distriktets läge.

Distriktet Roche Caiman är ett av Seychellernas 26  distrikt.

## Geografi
Distriktet har en yta på cirka 2,6 km² med cirka 2 600 invånare. Befolkningstätheten är 1 000 invånare / km².
Roche Caiman ligger i regionen Östra Mahé (East Mahé) men tillhör förvaltningsmässigt regionen Greater Victoria.

## Förvaltning
Distriktet förvaltas av en district administrator och ISO 3166-2koden är "SC-25". Huvudorten är Pointe La Rue.
Sedan 1994 lyder varje distrikt under "Local Government" som är en enhet av departementet Ministry of Local Government, Youth and Sport. Distriktens roll är att främja tillgång av offentliga tjänster på lokal nivå.
Distriktets valspråk är: "Harmoni, paix et sante" (Harmoni, fred och hälsa).